# Александър (архипелаг)
Архипелага Александър (на английски: Alexander Archipelago) е архипелаг в североизточната част на Тихия океан, простиращ на 480 km от северозапад на юоизтокг покрай западния бряг на Северна Америка, съставна част на щата Аляска. На север и изток система от протоци и канали го отделят от континента, а на юг протока Диксън Ентранс – от канадския архипелаг Хайда Гуаи (Кралица Шарлота).

## Площ, острови
Целия архипелаг се състои от 1100 острова с обща площ 36 800 km². Най-големите 16 острова са: Принц Уелски (6675 km²), Чичагов (5306 km²), Адмиралти (4264 km²), Баранов (4162 km²), Куприянов (2802 km²), Ревиляхихедо (2755 km²), Кую (1967 km²), Етолин (878 km²), Дал (657 km²), Митков (546 km²), Врангел (544 km²), Зарембо (464 km²), Косцюшко (444 km²), Крузов (434 km²), Анет (393 km²) и Гравина (246 km²).

## Геоложки строеж, релеф, брегове
Островите са изградени предимно от интрузивни и метаморфни скали. Релефът е преобладаващо планински, с максимална височина 1432 m. Брегове са предимно високи, стръмни, планински, изпъстрени с множество заливи и фиорди. Протоците и каналите между островите и континента образуват удобен вътрешен незамръзващ морски път.

## Климат, растителност
Климатът е умерен, океански. Средната януарска температура е от -1,6°С на север до 1,2°С на юг, а средната юлска съответно от 12 до 14°С. Годишната сума на валежите е много голяма – от 2000 до 4000 mm. На височина до 1000 – 1100 m склоновете на планините са покрити с гъсти иглолистни гори, а нагоре са заети от планински пасища.

## Население, поминък, историческа справка
През 2000 г. населението на архипелага е наброявало 37 160 души, в т.ч около 8000 – 9000 души – местни жители. Най-големите селища са градовете Кетчикан (на остров Ревиляхихедо), Ситка (от 1802 до 1867 е център на руските владения в Америка под името Новоархангелск, на остров Баранов), Петерсбург (на остров Куприянов). Основният поминък на населението е туризъм, риболов (главно улов на сьомга), зверовъдство, горска промишленост. На 15 и 16 юли 1741 г. лейтенант Алексей Чириков, сподвижник на Витус Беринг открива част от бреговете на островите Принц Уелски и Чичагав, като по този начин поставя началото на откриването и изследването на архипелага. През следващите десетилетия стотиците острови в архипелага и множеството протоци и канали между тях са детайлно изследвани и картирани от руски, английски и испански мореплаватели и топографи. След продажбата на Руска Америка през 1867 г. на САЩ, правителството на страната наименува целия архипелаг в чест на императора на Русия Александър II, по време на управлението на който е извършена продажбата.